# Gerhard Waldherr (Historiker)
Gerhard H. Waldherr (* 17. September 1956 in Regensburg) ist ein deutscher Althistoriker.
Nach dem Abitur und Grundwehrdienst studierte Gerhard Waldherr von 1977 bis 1984 an der Universität Regensburg Geschichte, Germanistik und Geografie auf Lehramt und legte 1984/1985 das erste Staatsexamen ab. Von 1982 bis 1985 war er wissenschaftlicher Mitarbeiter am Lehrstuhl für Alte Geschichte an der Universität Regensburg. 1987 wurde er in Regensburg bei Adolf Lippold zum Thema Cupiditas aedificandi. Untersuchungen der Bauinschriften der diokletianischen Epoche in den römischen Provinzen Nordafrikas promoviert. Von 1989 bis 1995 war er Assistent in Regensburg und wurde 1995 habilitiert. Von 1995 bis 1999 folgte eine Zeit als Oberassistent am Lehrstuhl von Lippolds Nachfolger Peter Herz. Forschungsaufenthalte führten ihn an die Universitäten Leicester und Aix-en-Provence sowie an das Deutsche Archäologische Institut Rom.
Im Sommersemester 2001 lehrte Waldherr als wissenschaftlicher Angestellter am Lehrstuhl für Alte Geschichte der Katholischen Universität Eichstätt, von 2002 bis 2004 in derselben Position an der Universität Regensburg. 2005 bis 2007 vertrat Waldherr die Professur für Alte Geschichte an der Universität Bayreuth. Weitere Lehraufträge und Vertretungen führten ihn an die Universität Erlangen und die Universität Jena. Waldherr ist außerplanmäßiger Professor an der Universität Regensburg und war nach der Emeritierung von Peter Herz Vertreter des Lehrstuhls, den seit 2018 Angela Ganter innehat.
Waldherr ist Mitinhaber der Agentur „Cultheca – kulturpädagogik und kommunikation“ und dort unter anderem im Bereich der Museumspädagogik und der Ausbildung von Städteführern tätig.

## Publikationen (Auswahl)
- Kaiserliche Baupolitik in Nordafrika. Studien zu den Bauinschriften der diokletianischen Zeit und ihrer räumlichen Verteilung in den römischen Provinzen Nordafrikas. Lang, Frankfurt am Main u. a. 1989, ISBN 3-631-40704-1 (Dissertation).
- Erdbeben. Das außergewöhnliche Normale. Zur Rezeption seismischer Aktivitäten in literarischen Quellen vom 4. Jahrhundert v. Chr. bis zum 4. Jahrhundert n. Chr. Steiner, Stuttgart 1997, ISBN 3-515-07070-2 (Habilitationsschrift).
- Auf den Spuren der Römer – ein Stadtführer durch Regensburg. Pustet, Regensburg 2001, ISBN 3-7917-1748-0 (2., vollständig überarbeitete Auflage unter dem Titel Römisches Regensburg. Ein historischer Stadtführer. Pustet, Regensburg 2015, ISBN 978-3-7917-2738-7).
- Nero. Eine Biografie. Friedrich Pustet, Regensburg 2005, ISBN 3-7917-1947-5.
- Der Limes. Kontaktzone zwischen den Kulturen. Reclam, Stuttgart 2009, ISBN 978-3-15-018648-0.